# Charles Austin (Musiker)
Charles „Charlie“ Austin (* 1930 in Miami; † 16. Januar 2024 in Hollywood) war ein amerikanischer Multiinstrumentalist des Modern Creative (Tenor-, Alt- und  Sopransaxophon, Oboe, Englischhorn, Flöte).
Austin erhielt mit dreizehn Jahren von seinem Onkel ein Saxophon, zunächst aus medizinischen Gründen. Er war so begeistert von dem Instrument, dass er Musiker wurde; seine Ausbildung erhielt er unter anderem durch Howard Brubeck. Noch als Jugendlicher tourte er mit B. B. King. Dann leitete er ein eigenes Quartett, das auch in der Show von Ed Sullivan auftrat. Nachdem er Lehraufträge an der Tennessee State University hatte, kehrte er in seine Geburtsstadt zurück, um eine Familie zu gründen. 
Joe Gallivan holte ihn Mitte der 1960er Jahre in sein Modern Jazz Orchestra. Im Duo mit Gallivan trat er 1968 auf dem Miami Pop Festival zwischen Jimi Hendrix und den Mothers of Invention auf. In A Train of Thought, der ersten elektronischen Bigband, begleitete er Marvin Gaye; er ist auch an den Alben Mindscapes und Expressions to the World beteiligt. 1975 kam es zur ersten Duoplatte mit Gallivan, At Last. Das Duo trat in den nächsten Jahrzehnten weltweit auf. Daneben nahm er auch mit dem französischen Pianisten und Filmkomponisten Jean Schwarz auf. Weiterhin kam es zur Zusammenarbeit mit James Brown und Stevie Wonder.
Austin war in Miami auch als Musikpädagoge tätig.
Charles Austin starb am 16. Januar 2024 im Memorial Regional Hospital in Hollywood im Alter von 93 Jahren.

## Diskographische Hinweise
- Joe Gallivan, Charles Austin Intercontinental Express London (Compendium 1976, mit Kenny Wheeler, Nick Evans, Jeff Green, Elton Dean, Ronnie Scott, Ian Hamer, Roy Babbington, Toni Cook, Stephen Wick)
- Charles Austin / Roy Babbington / Joe Gallivan Home from Home (Ogun 1979)
- Charles Austin & Joe Gallivan, The New Orchestra Ailana (Hannibal 1985, mit Clive Stevens, Peter Ponzol, George Bishop,  Ryo Kawasaki,  Gene Golden, Wendell Hayes, Sabu Martinez)
- Jean Schwarz avec Michel Portal Chantakoa – And Around (Celia 1989, mit Joe Gallivan)